# Iglesia de Santa Clara, Horodkivka
La Iglesia de Santa Clara, Horodkivka es un edificio religioso católico y un monumento arquitectónico de importancia local en el pueblo de Horodkivka (ortografía alternativa Gorodkivka), Andrushivka Raion, región de Zhytomyr, Ucrania. Horodkivka se llamaba Khalaimgorodok antes de 1946.
La iglesia da a un pequeño lago en la parte suroeste de Horodok, cerca de la carretera que lleva a Berdichev, en la orilla baja del río Lebedivka. Está construido en un estilo ecléctico con elementos neogóticos y de la arquitectura moderna del siglo XX.

## Orígenes
El escritor y memorialista polaco Efstafy Ivanovsky, que escribió bajo el nombre de Hellenius, nació en el pueblo el 17 de enero de 1813; vivió en el pueblo durante casi toda su vida y fue un devoto católico, realizando numerosas peregrinaciones. Su madre, Clara Ivanovsky, murió en 1859, y él heredó propiedades en Halaimgorodok, así como el deseo de construir una iglesia en honor a Santa Clara, la patrona de su madre. Sin embargo, no pudo obtener el permiso necesario de las autoridades rusas, que reprimieron brutalmente a la nobleza polaca en respuesta a los levantamientos armados de 1831 y de 1863.
Efstafy Ivanovsky murió el 7 de julio de 1903, y se dejó a sus herederos, los aldeanos Anna, de 54 años, y Romuald Zmigrodzky, de 60 años, que cumplieran los últimos deseos de Ivanovsky y construyeran la iglesia.
Una capilla de piedra ya había sido construida en el pueblo en 1818 por el señor Michalovsky (Міхаловським), con el permiso de las autoridades diocesanas. En el lugar de esta capilla, entre 1910 y 1913, se construyó la iglesia de Santa Clara por constructores polacos, junto con habitantes del pueblo y de la aldea vecina de Zherdeli, bajo la dirección del constructor E. Yablonsky y el tecnólogo A. Khodak.
La iglesia se construyó al estilo de un castillo o casa señorial medieval utilizando piedra y ladrillo y el tejado era de tejas rojas polacas. El campana tenía tres campanas, la mayor de las cuales pesaba 150 kg. Las puertas eran macizas y forjadas y las ventanas estaban acristaladas con vidrios de colores, había pinturas en las paredes, y una araña de cristal colgaba en el centro del santuario. La acústica era excelente.

## Historia
En 1935, bajo el gobierno comunista de la Ucrania Soviética, la parroquia de Khalaimgorod dejó de existir y la iglesia se utilizó como club del pueblo. Quitaron las campanas del campanario, y la estatua de la Madre de Dios de la entrada fue derribada de la base y arrojada al lago. En la iglesia se llevaron a cabo actuaciones de aficionados.
Durante la Segunda Guerra Mundial, tras el establecimiento del Poder de ocupación alemán en el pueblo, se restableció la vida religiosa de la parroquia bajo el padre Joseph Kozinsky y se celebró el culto desde 1943 hasta 1959. Sin embargo, en 1961, tras el regreso del poder soviético, el edificio fue devuelto al uso secular como granero de la granja colectiva por decisión del Comité Ejecutivo del Óblast de Zhytomyr. Comité Ejecutivo, y el órgano y las pinturas murales fueron destruidos.
En 1989, la iglesia fue transferida de nuevo a la comunidad católica de Carmelitas. A expensas de la comunidad, el edificio ha sido restaurado, incluido el campanario, y los alrededores han sido plantados con flores. La iglesia cuenta ahora con varios iconos locales, un antiguo clavicordio y una reliquia del Papa Juan Pablo II, y es una iglesia activa en el decanato de Ruzhin de la diócesis católica de Kiev-Zhytomyr.
El edificio es ahora bien conocido como un punto de referencia local y genera interés como atracción turística. Cada año se celebra una fiesta especial el 11 de agosto.

## Galería

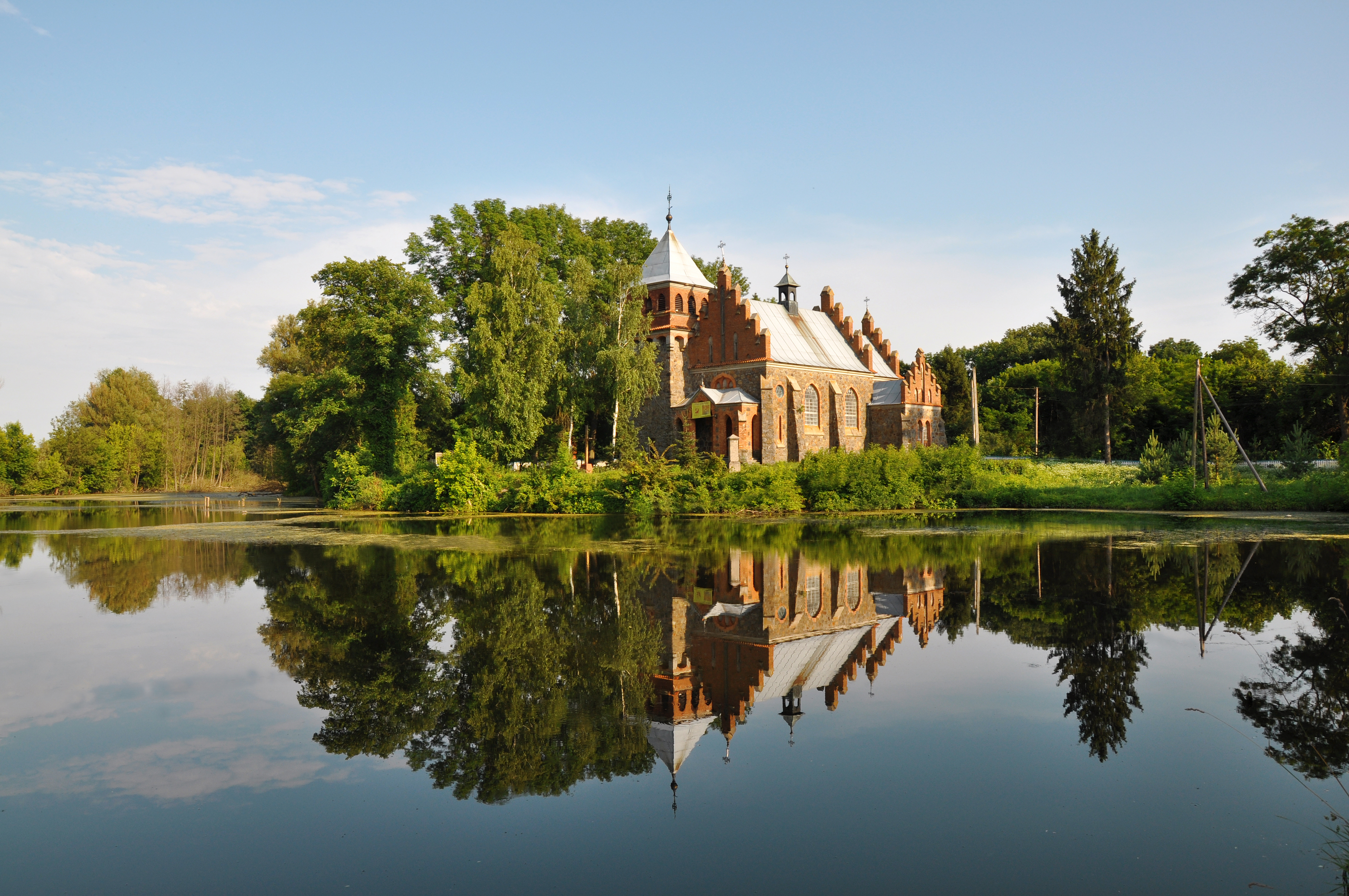
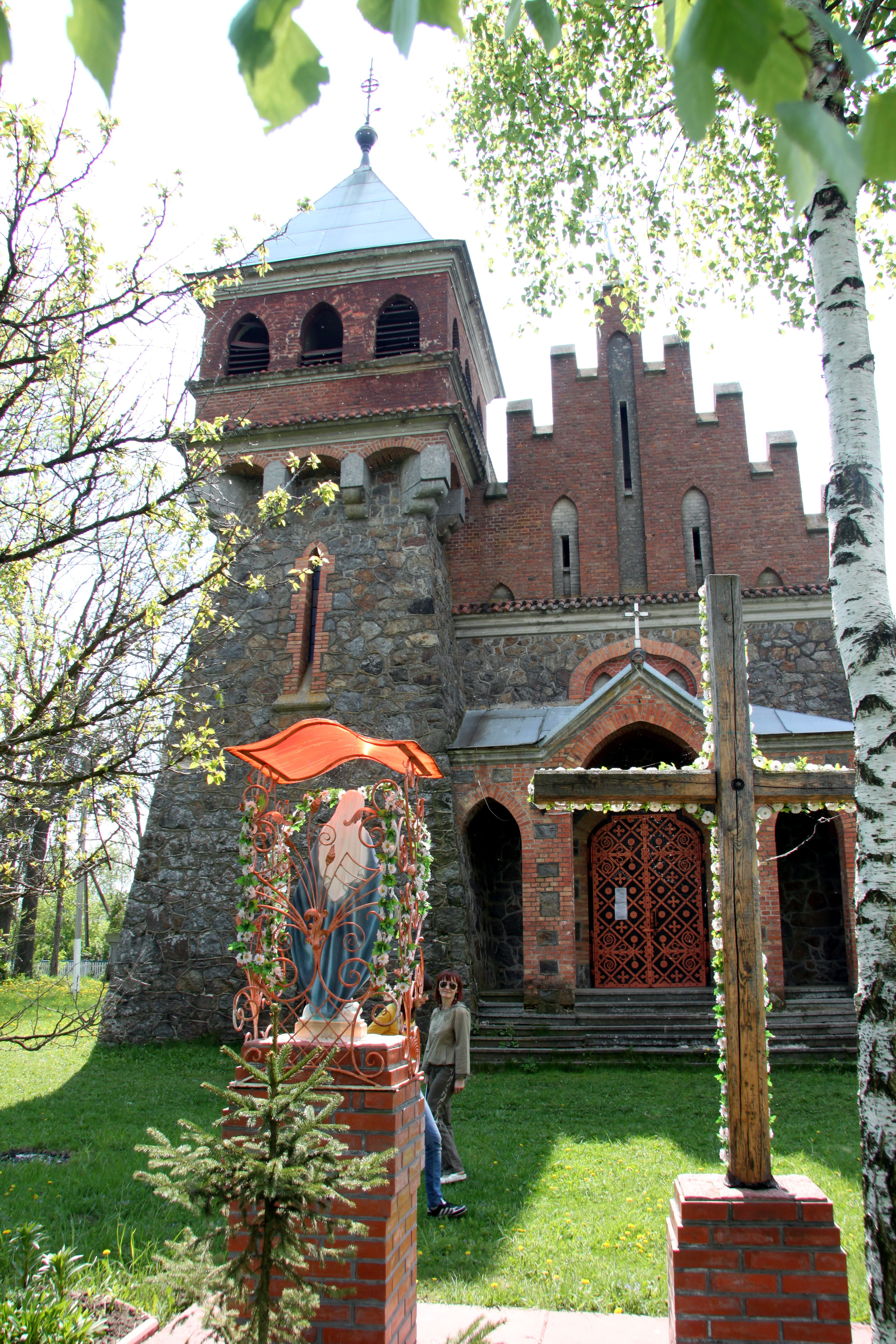
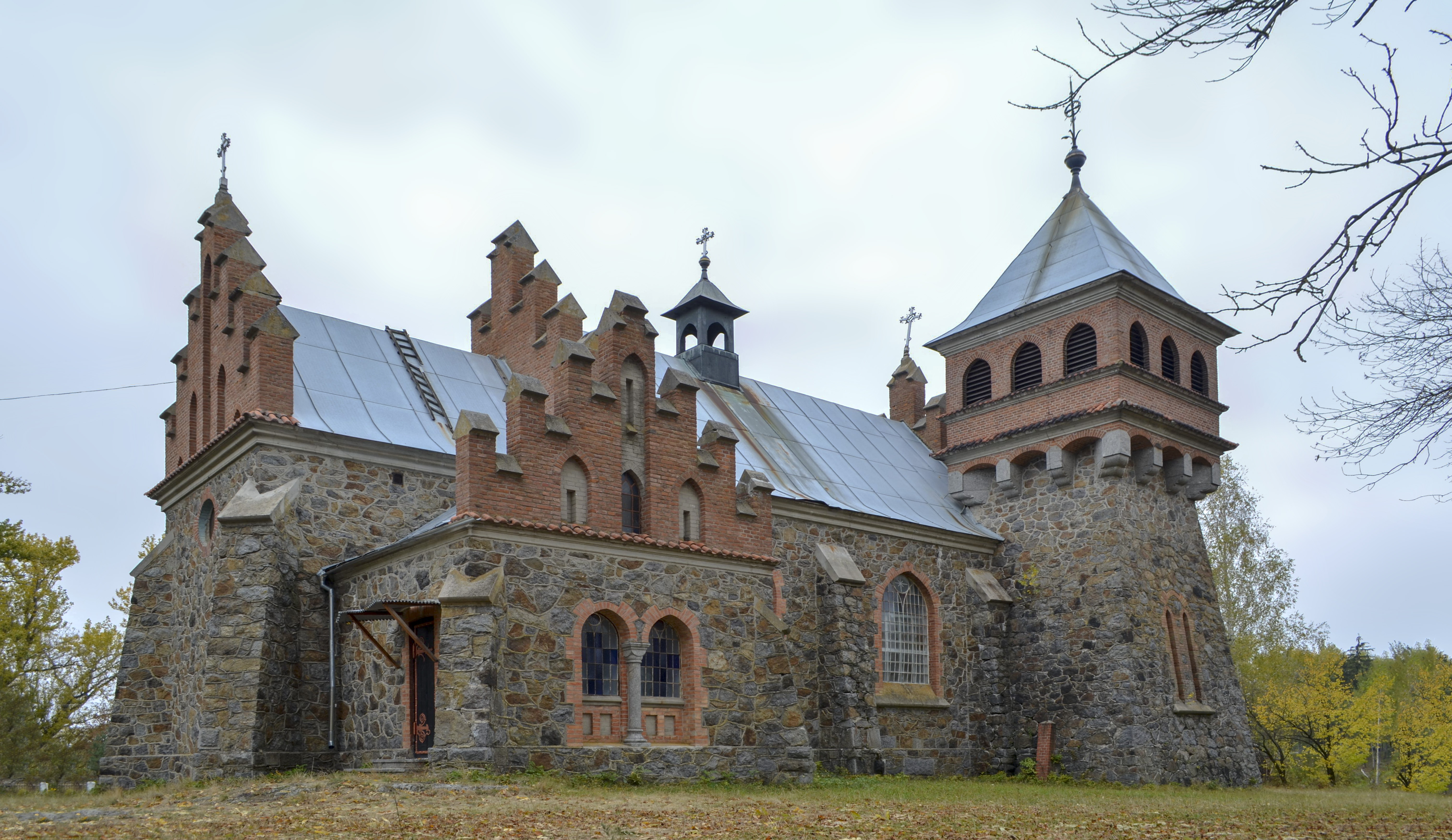
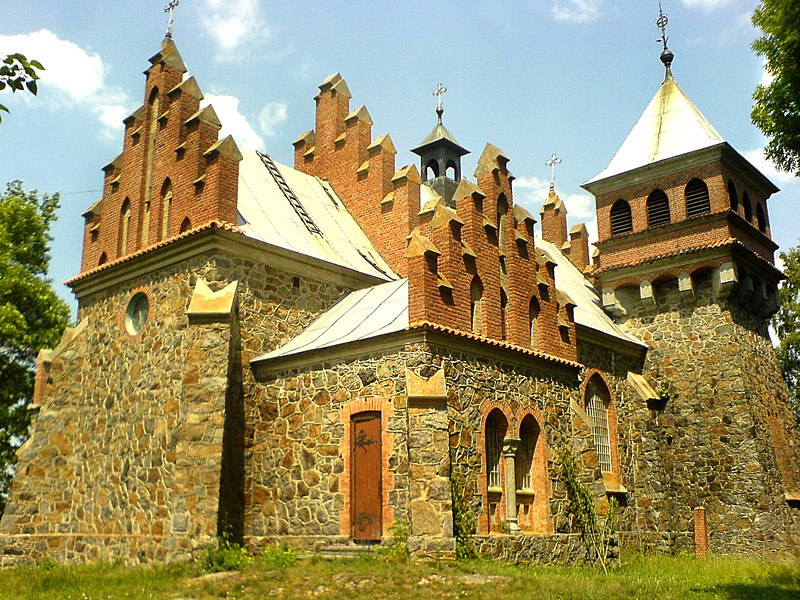